# Gudrun Ensslin
Gudrun Ensslin  (n. 15 august 1940, Bartholomä, Baden-Württemberg, Germania – d. 18 octombrie 1977, Stuttgart, Republica Federală Germania) a fost o teroristă vest-germană, una din liderii grupării Rote Armee Fraktion. 
L-a cunoscut pe Andreas Baader în timp ce își lua doctoratul în germanistică la universitatea din Berlinul de Vest.
A fost arestată la 7 iunie 1972 la Hamburg. S-a spânzurat în închisoarea Stammheim în timp ce aștepta să înceapă procesul împotriva ei și a celorlalți acuzați.